# Union (Kentucky)
Union és una població dels Estats Units a l'estat de Kentucky. Segons el cens del 2000 tenia 2.893 habitants.

## Demografia
Segons el cens del 2000, Union tenia 2.893 habitants, 850 habitatges, i 783 famílies. La densitat de població era de 345,8 habitants/km².
Dels 850 habitatges en un 62,9% hi vivien nens de menys de 18 anys, en un 85,3% hi vivien parelles casades, en un 5,1% dones solteres, i en un 7,8% no eren unitats familiars. En el 5,9% dels habitatges hi vivien persones soles l'1,8% de les quals corresponia a persones de 65 anys o més que vivien soles. El nombre mitjà de persones vivint en cada habitatge era de 3,4 i el nombre mitjà de persones que vivien en cada família era de 3,55.
Per edats la població es repartia de la següent manera: un 37,6% tenia menys de 18 anys, un 4,8% entre 18 i 24, un 35,9% entre 25 i 44, un 19,4% de 45 a 60 i un 2,3% 65 anys o més.
L'edat mediana era de 32 anys. Per cada 100 dones de 18 o més anys hi havia 100,9 homes.
La renda mediana per habitatge era de 85.454 $ i la renda mediana per família de 85.859 $. Els homes tenien una renda mediana de 61.531 $ mentre que les dones 34.861 $. La renda per capita de la població era de 27.626 $. Entorn de l'1,4% de les famílies i l'1,4% de la població estaven per davall del llindar de pobresa.

## Poblacions més properes
El següent diagrama mostra les poblacions més properes.